# Bès (Aubrac)
Pour les articles homonymes, voir Bès.
Le Bès est une rivière française du Massif central qui coule dans les départements de la Lozère et du Cantal. C'est un affluent de la Truyère en rive gauche, donc un sous-affluent de la Garonne par le Lot.

## Géographie

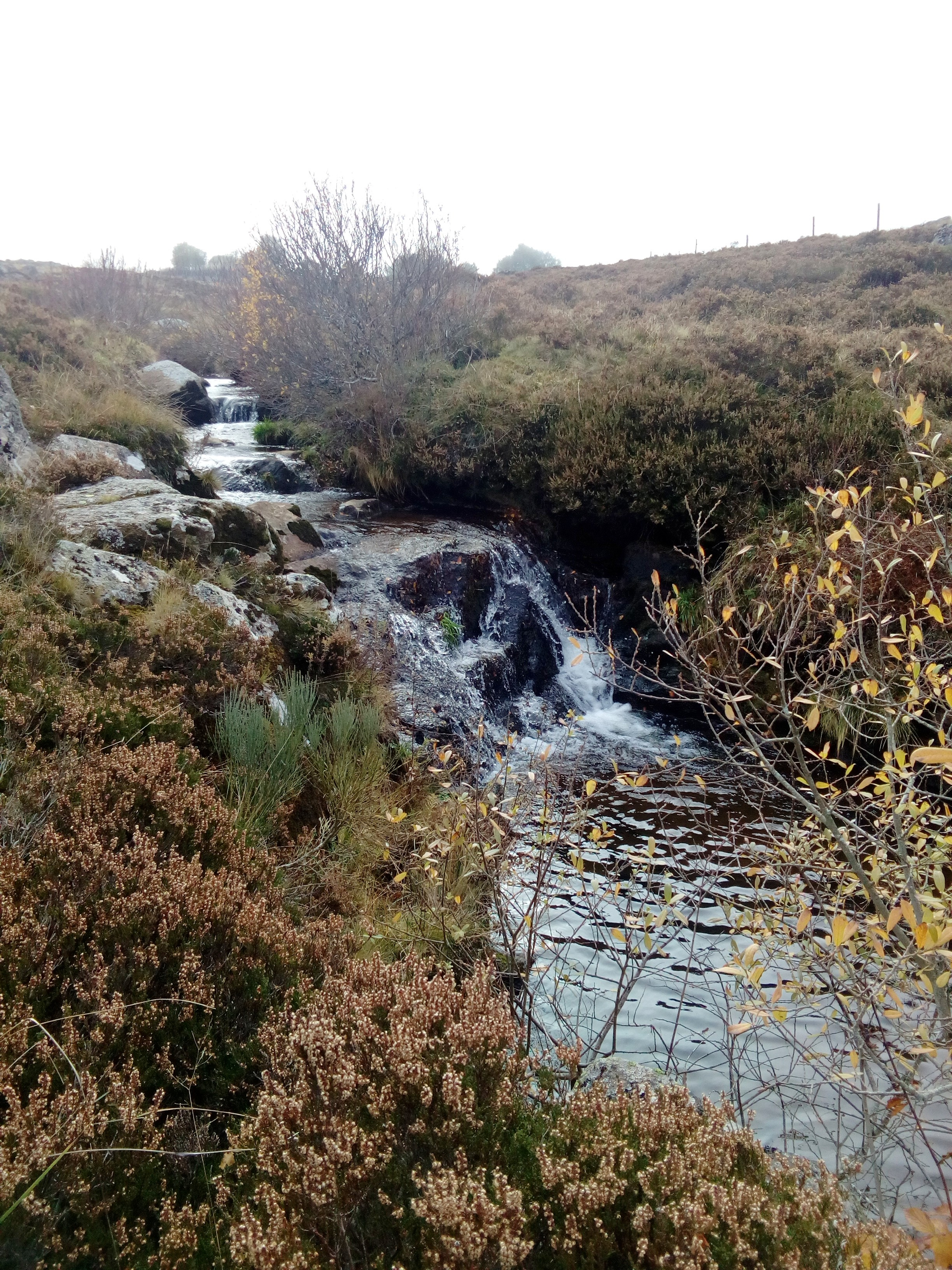
Le Bès non loin de sa source. Il n'est à ce stade qu'un petit ruisseau qui serpente dans la lande.

La longueur de son cours d'eau est de 66,7 km
Le Bès prend sa source dans la Lozère sur le plateau de l'Aubrac au Signal de Mailhebiau commune de Trélans  et rejoint la Truyère dans le lac de la retenue du barrage de Grandval. 
Il se trouve à cheval entre la Lozère et le Cantal dont il est la frontière naturelle sur plusieurs kilomètres. C'est de loin la rivière la plus importante de l'Aubrac dont elle draine la majeure partie. En amont, la rivière coule sur le plateau de l'Aubrac, à une altitude élevée, dans une vallée peu encaissée. À partir du pont du Gournier, la vallée prend la forme d'un « U », caractéristique des vallées glaciaires. Un glacier important a en effet occupé la vallée à l'ère quaternaire, issu de la calotte qui recouvrait l'Aubrac à cette époque. Les traces qu'il a laissées sont frappantes surtout au niveau de Recoules-d'Aubrac et de Grandvals. En aval de Saint-Juéry, le Bès forme des gorges profondes en « V », plus classiques, dans le granit.

### Départements et communes traversés

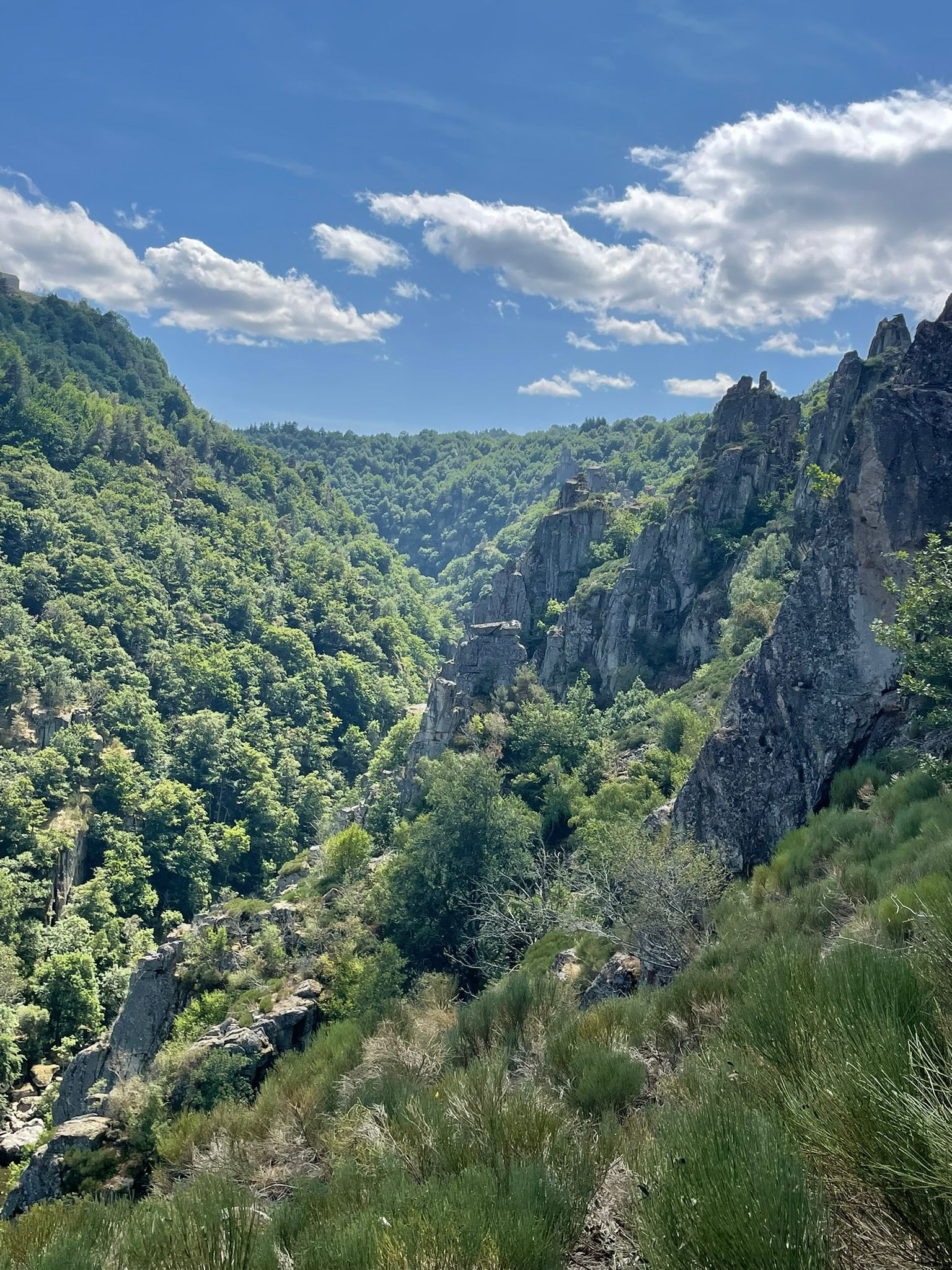
Vue des gorges du Bès, avec rochers granitiques, à hauteur d'Arzenc-d'Apcher.

Le Bès traverse deux départements et vingt communes dont :
- Cantal : Fridefont, Saint-Rémy de Chaudes-Aigues, Anterrieux, Maurines, Saint-Urcize, Val d'Arcomie
- Lozère : Trélans, Saint-Laurent-de-Muret, Chauchailles, Les Salces, Marchastel, Arzenc-d'Apcher, Fournels, Recoules-d'Aubrac, Prinsuéjols, Albaret-le-Comtal, Brion,  Nasbinals, Grandvals, Saint-Juéry

## Affluents
Le Bès a trente-huit affluents référencés dont les principaux sont :
- Ruisseau des Plèches ou ruisseau le gambaïse (rg[note 1]), 15 km de rang de Strahler quatre.
- La Peyrade (rd), 8,5 km de rang de Strahler deux.
- Ruisseau de la Cabre (rg) 9,1 km de rang de Strahler trois.
- l'Hère (rg), 8,2 km de rang de Strahler deux.
- le Rioumau (rg), 21 km de rang de Strahler quatre.
- la Bédaule (rd), 16,2 km de rang de Strahler trois.
- Ruisseau de Rieubain (rd), 8,4 km de rang de Strahler deux.

### Rang de Strahler
Donc son rang de Strahler est de cinq par le Gambaïse ou le Rioumau.

## Hydrologie

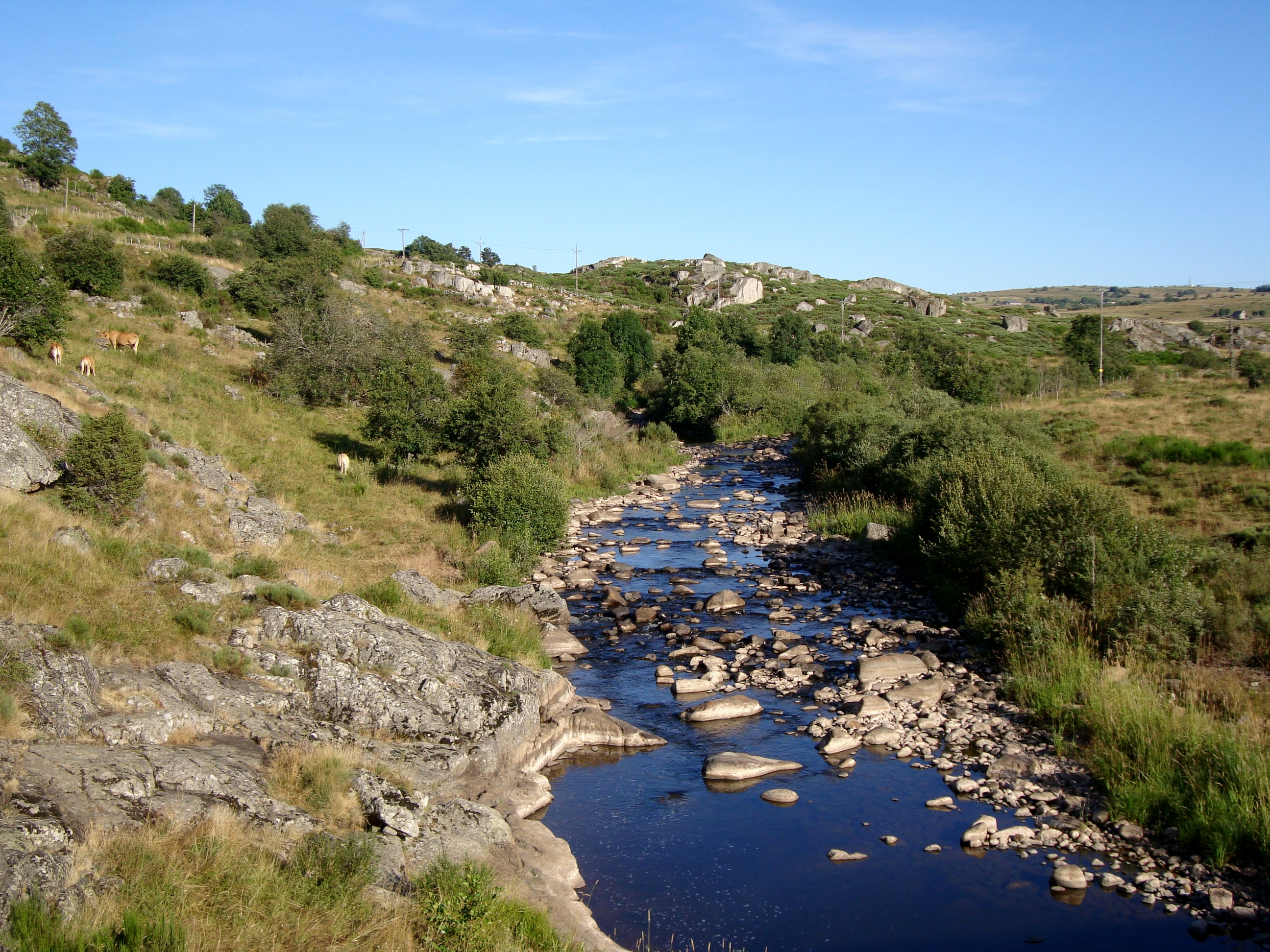
Le Bès au pont du Gournier (commune de Recoules-d'Aubrac).

Le Bès est une rivière très irrégulière, à l'instar de ses voisines affluents de la Truyère. 

### Le Bès à Saint-Juéry
Son débit a été observé depuis le 1er octobre 1955 , à Saint-Juéry, localité du département de la Lozère située à l'entrée des gorges à une dizaine de kilomètres de son confluent avec la Truyère, à 917 m d'altitude. La surface ainsi étudiée est de 283 km2, soit la quasi-totalité du bassin versant de la rivière.
Le module de la rivière à Saint-Juéry est de 7,55 m3/s.
Le Bès présente des fluctuations saisonnières de débit fort marquées, comme c'est souvent le cas des cours d'eau du massif central. Les hautes eaux se déroulent en hiver et au printemps, et se caractérisent par des débits mensuels moyens oscillant entre 12,0 et 12,7 m3/s, de décembre à avril inclus (avec un maximum fort léger en février). À partir du mois de mai, le débit diminue rapidement jusqu'aux basses eaux d'été qui ont lieu de juillet à septembre inclus, entraînant une  baisse du débit mensuel moyen allant jusqu'au plancher de 1,61 m3/s au mois d'août. Mais ces moyennes mensuelles ne sont que des moyennes et cachent des fluctuations bien plus prononcées sur de courtes périodes ou selon les années.

### Étiage ou basses eaux
Aux étiages, le VCN3 peut chuter jusque 0,41 m3/s, en cas de période quinquennale sèche, ce qui ne peut être qualifié de très sévère. Ce profil est fréquent parmi les rivières du Massif central issues de sommets élevés.

### Crues
Les crues, quant à elles, peuvent être extrêmement importantes, compte tenu de la taille assez réduite du bassin versant. Les QIX 2 et QIX 5 valent respectivement 170 et 250 m3/s. Le QIX 10 est de 300 m3/s, le QIX 20 de 350 m3/s, tandis que le QIX 50 se monte à pas moins de 420 m3/s, soit plus que le débit moyen de la Loire à Orléans ou de la Seine à Poissy.
Le débit instantané maximal enregistré à Saint-Juéry a été de 465 m3/s le 1er novembre 1994, tandis que la valeur journalière maximale était de 243 m3/s le 24 décembre 1973. En comparant la première de ces valeurs à l'échelle des QIX de la rivière, il apparaît que cette crue était plus que d'ordre cinquantennal, et donc très exceptionnelle.

### Lame d'eau et débit spécifique
Le Bès est une rivière très abondante. La lame d'eau écoulée dans son bassin versant est de 875 millimètres annuellement, ce qui est plus de 2,5 fois supérieur à la moyenne d'ensemble de la France, tous bassins confondus, et supérieur aussi à la moyenne des bassins de la Garonne (384 millimètres/an), du Lot (446 millimètres/an), et même de la Truyère (671 millimètres/an). Le débit spécifique (ou QSP) atteint 27,6 litres par seconde et par kilomètre carré de bassin.

## Aménagements et écologie

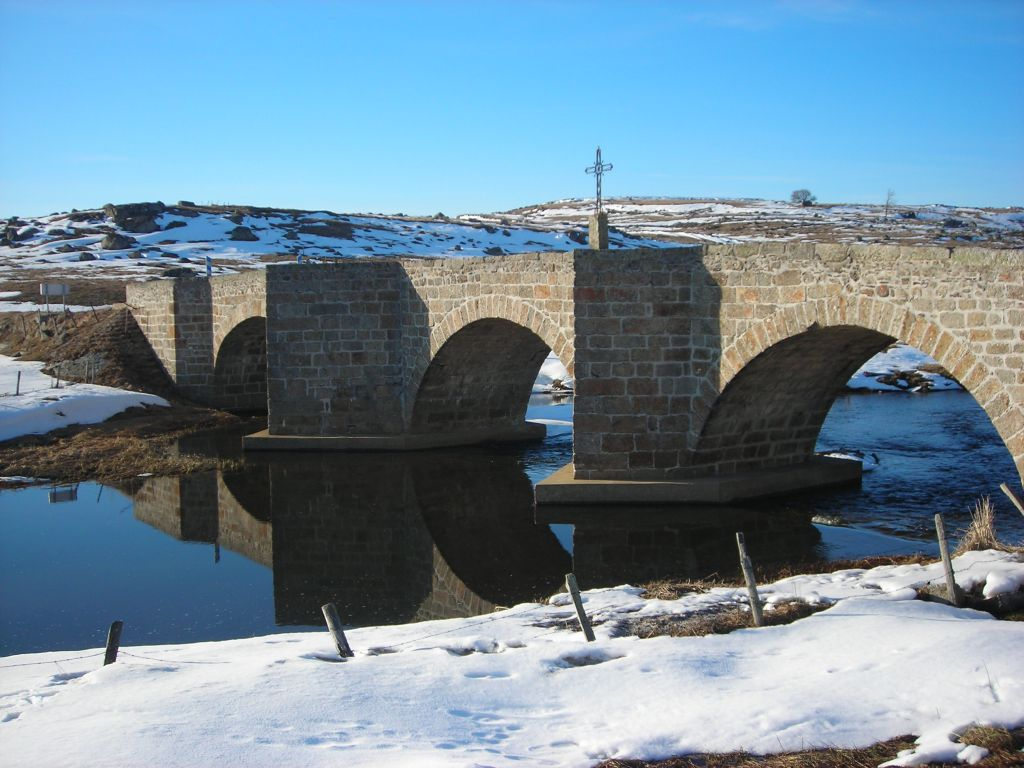
Le pont de Marchastel (XVIe siècle).